# Ștefan Stoica (Fußballspieler)
Ștefan Stoica (* 23. Juni 1967 in Negoiești, Kreis Dolj) ist ein ehemaliger rumänischer Fußballspieler und derzeitiger -trainer.

## Spielerkarriere
Am 12. April 1987 debütierte Stoica in der rumänischen Divizia A beim Spiel von FC Universitatea Craiova gegen Oțelul Galați. Mit diesem Verein konnte er bereits in jungen Jahren erste nationale Erfolge feiern. Insbesondere in der Saison 1990/91, als der Verein das Double mit nationalem Pokal und der Meisterschaft holte. Danach wechselte er nach Griechenland zu AE Larisa. 1994 wurde er nochmals kurzzeitig an seinen Ex-Verein ausgeliehen, kehrte aber wieder zu Larisa zurück. Von 1996 bis 1999 spielte Stoica beim Veria FC. Am Ende seiner Karriere gastierte der Rumäne noch kurz bei einem der größten Vereine seines Heimatlandes, Steaua Bukarest, und danach bis zum Saisonende beim damaligen Ligakonkurrenten FC Extensiv Craiova.

## Nationalmannschaft
Für die Rumänische Fußballnationalmannschaft bestritt Stoica während des Jahres 1990 zwei Spiele. Am 4. Februar 1990 bestritt er sein erstes Länderspiel beim 0:0-Unentschieden gegen Algerien. Sein zweites Spiel machte er gegen die Schweiz.

## Trainerkarriere
Im Oktober 2006 übernahm der Rumäne das Traineramt bei seinem ehemaligen Verein FC Universitatea Craiova. Am 15. August 2007 wurde Stoica als Nachfolger von Ilie Stan Trainer des rumänischen Erstligisten Gloria Buzău. Am Ende der Saison 2007/08 erreichte er mit seinem Verein den 14. Tabellenplatz und damit den knappen Klassenerhalt. Zu Beginn der Saison 2008/09 verlor die Mannschaft die ersten drei Meisterschaftsspiele. Stoica wurde am 11. August 2008 entlassen und durch den ehemaligen portugiesischen Nationalspieler Álvaro Magalhães ersetzt. Im September 2008 übernahm er von Liviu Ciobotariu das Traineramt bei Internațional Curtea de Argeș in der Liga II. Am Saisonende schaffte der Klub den 2. Tabellenplatz und stieg somit in die erste rumänische Liga auf. Kurz vor Weihnachten 2009 wurde Stoica entlassen. Noch vor dem Jahreswechsel unterschrieb er einen Vertrag bei dem Zweitligisten Farul Constanța, wurde aber bereits am 3. April 2010 wieder entlassen.
Ab September 2010 trainierte Stoica den moldauischen Erstligisten FC Milsami, mit dem ihm als Dritter der Divizia Națională 2010/11 die Qualifikation für die UEFA Europa League 2011/12 gelang. Dort schied der Verein bereits in der ersten Qualifikationsrunde gegen Dinamo Tiflis aus und nach der 1:2-Auswärtsniederlage gegen FC Nistru Otaci am zweiten Spieltag der Saison 2011/12 wurde Stoica von Ilan Șor, dem Mäzen des Vereins, am 31. Juli 2011 entlassen. Nachdem er am 6. Juli 2012 noch erneut als Trainer von Gloria Buzău vorgestellt wurde, löste er nur wenige Monate später am 23. Oktober 2012 den deutschen Rainer Zobel bei seiner vorherigen Station in Milsami wieder ab.
Zu Beginn der Saison 2015/16 wurde Stoica Cheftrainer des moldauischen Erstligisten Zimbru Chișinău. Im September 2015 wurde er auch moldauischer Nationaltrainer. Er betreute die Auswahl im Oktober 2015 in zwei EM-Qualifikationsspielen gegen Russland und Schweden. Beide Spiele gingen verloren. Ende 2015 gab er beide Posten auf. Anfang 2017 übernahm er Zimbru erneut.

## Erfolge

### Spieler
- Rumänischer Meister: 1991
- Rumänischer Pokalsieger: 1991

### Trainer
- Aufstieg in die Liga 1: 2009
- Moldauischer Pokalsieger: 2012